# Delegati dal Texas al Congresso degli Stati Uniti d'America

Distretti del Texas dal 2023

Sin dall'ammissione all'Unione come stato, avvenuta nel 1845, il Texas è rappresentato al Congresso degli Stati Uniti da una delegazione al Senato e alla Camera dei rappresentanti. Ogni stato elegge due senatori con mandati di sei anni, a prescindere dalla popolazione dello stato; quelli del Texas appartengono alle classi 1 e 2. Elegge inoltre un numero di rappresentanti alla Camera in numero proporzionale alla popolazione, ogni due anni; è attualmente rappresentato alla Camera dei rappresentanti da 38 delegati, eletti in distretti uninominali con il sistema first-past-the-post.
Essendo il numero dei rappresentanti proporzionale alla popolazione dello stato, la rappresentanza alla Camera è variata nel corso della storia dello stato, da un minimo di 2 ad un massimo di 38 rappresentanti. L'ultimo censimento del 2020 ha comportato l'assegnazione di ulteriori due rappresentanti, portando il totale a 38, dopo che il censimento del 2010 aveva portato alla crescita di altri quattro delegati.

## Camera dei rappresentanti

### Delegati attuali
La delegazione alla camera dei rappresentanti ha un totale di 38 membri in carica,  25 repubblicani, 12 democratici e un seggio vacante per la morte di Sylvester Turner.
| Distretto | Rappresentante    | Partito      | CPVI (2025) | Inizio mandato | Mappa del distretto |
| --------- | ----------------- | ------------ | ----------- | -------------- | ------------------- |
| 1°        | Nathaniel Moran   | Repubblicano | R+25        | 3 gennaio 2023 |                     |
| 2°        | Dan Crenshaw      | Repubblicano | R+12        | 3 gennaio 2019 |                     |
| 3°        | Keith Self        | Repubblicano | R+10        | 3 gennaio 2023 |                     |
| 4°        | Pat Fallon        | Repubblicano | R+16        | 3 gennaio 2021 |                     |
| 5°        | Lance Gooden      | Repubblicano | R+13        | 3 gennaio 2019 |                     |
| 6°        | Jake Ellzey       | Repubblicano | R+14        | 30 luglio 2021 |                     |
| 7°        | Lizzie Fletcher   | Democratico  | D+12        | 3 gennaio 2019 |                     |
| 8°        | Morgan Luttrell   | Repubblicano | R+16        | 3 gennaio 2023 |                     |
| 9°        | Al Green          | Democratico  | D+24        | 3 gennaio 2005 |                     |
| 10°       | Michael McCaul    | Repubblicano | R+12        | 3 gennaio 2005 |                     |
| 11°       | August Pfluger    | Repubblicano | R+22        | 3 gennaio 2021 |                     |
| 12°       | Craig Goldman     | Repubblicano | R+11        | 3 gennaio 2025 |                     |
| 13°       | Ronny Jackson     | Repubblicano | R+24        | 3 gennaio 2021 |                     |
| 14°       | Randy Weber       | Repubblicano | R+17        | 3 gennaio 2013 |                     |
| 15°       | Monica De La Cruz | Repubblicano | R+7         | 3 gennaio 2023 |                     |
| 16°       | Veronica Escobar  | Democratico  | D+11        | 3 gennaio 2019 |                     |
| 17°       | Pete Sessions     | Repubblicano | R+14        | 3 gennaio 2021 |                     |
| 18°       | Vacante           | Vacante      | D+21        | 5 marzo 2025   |                     |
| 19°       | Jodey Arrington   | Repubblicano | R+25        | 3 gennaio 2017 |                     |
| 20°       | Joaquin Castro    | Democratico  | D+12        | 3 gennaio 2013 |                     |
| 21°       | Chip Roy          | Repubblicano | R+11        | 3 gennaio 2019 |                     |
| 22°       | Troy Nehls        | Repubblicano | R+9         | 3 gennaio 2021 |                     |
| 23°       | Tony Gonzales     | Repubblicano | R+7         | 3 gennaio 2021 |                     |
| 24°       | Beth Van Duyne    | Repubblicano | R+7         | 3 gennaio 2021 |                     |
| 25°       | Roger Williams    | Repubblicano | R+18        | 3 gennaio 2013 |                     |
| 26°       | Brandon Gill      | Repubblicano | R+11        | 3 gennaio 2003 |                     |
| 27°       | Michael Cloud     | Repubblicano | R+14        | 10 luglio 2018 |                     |
| 28°       | Henry Cuellar     | Democratico  | R+2         | 3 gennaio 2005 |                     |
| 29°       | Sylvia Garcia     | Democratico  | D+12        | 3 gennaio 2019 |                     |
| 30°       | Jasmine Crockett  | Democratico  | D+25        | 3 gennaio 2023 |                     |
| 31°       | John Carter       | Repubblicano | R+11        | 3 gennaio 2003 |                     |
| 32°       | Julie Johnson     | Democratico  | D+13        | 3 gennaio 2019 |                     |
| 33°       | Marc Veasey       | Democratico  | D+19        | 3 gennaio 2013 |                     |
| 34°       | Vicente Gonzalez  | Repubblicano | EVEN        | 3 gennaio 2023 |                     |
| 35°       | Greg Casar        | Democratico  | D+19        | 3 gennaio 2023 |                     |
| 36°       | Brian Babin       | Repubblicano | R+18        | 3 gennaio 2015 |                     |
| 37°       | Lloyd Doggett     | Democratico  | D+26        | 3 gennaio 1995 |                     |
| 38°       | Wesley Hunt       | Repubblicano | R+10        | 3 gennaio 2023 |                     |

## Senato degli Stati Uniti d'America
| Senatore                     | Congresso                    | Senatore                 |
| Classe 1                     | Congresso                    | Classe 2                 |
| ---------------------------- | ---------------------------- | ------------------------ |
| Thomas Jefferson Rusk (D)    | 29 (1845–1847)               | Sam Houston (D)          |
| Thomas Jefferson Rusk (D)    | 30 (1847-1849)               | Sam Houston (D)          |
| Thomas Jefferson Rusk (D)    | 31 (1849-1851)               | Sam Houston (D)          |
| Thomas Jefferson Rusk (D)    | 32 (1851-1853)               | Sam Houston (D)          |
| Thomas Jefferson Rusk (D)    | 33 (1853-1855)               | Sam Houston (D)          |
| Thomas Jefferson Rusk (D)    | 34 (1855-1857)               | Sam Houston (D)          |
| Thomas Jefferson Rusk (D)    | 35 (1857-1859)               | Sam Houston (D)          |
| James Pinckney Henderson (D) |                              | Sam Houston (D)          |
| Matthias Ward (D)            |                              | Sam Houston (D)          |
| 36 (1859-1861)               | John Hemphill (D)            |                          |
| 36 (1859-1861)               | John Hemphill (D)            | Louis Wigfall (D)        |
| 37 (1861-1863)               | John Hemphill (D)            |                          |
| Vacante                      | Vacante                      |                          |
| Vacante                      | Vacante                      | 37 (1861-1863)           |
| Vacante                      | Vacante                      | 38 (1863-1865)           |
| Vacante                      | Vacante                      | 39 (1865-1867)           |
| Vacante                      | Vacante                      | 40 (1867-1869)           |
| Vacante                      | Vacante                      | 41 (1869-1871)           |
| Vacante                      | Vacante                      | 41 (1869-1871)           |
| James W. Flanagan (R)        | Morgan C. Hamilton (R)       |                          |
| James W. Flanagan (R)        | Morgan C. Hamilton (R)       | 42 (1871-1873)           |
| James W. Flanagan (R)        | Morgan C. Hamilton (R)       | 43 (1873-1875)           |
| Samuel B. Maxey (D)          | Morgan C. Hamilton (R)       | 44 (1875-1877)           |
| Samuel B. Maxey (D)          | 45 (1877-1879)               | Richard Coke (D)         |
| Samuel B. Maxey (D)          | 46 (1879-1881)               | Richard Coke (D)         |
| Samuel B. Maxey (D)          | 47 (1881-1883)               | Richard Coke (D)         |
| Samuel B. Maxey (D)          | 48 (1883-1885)               | Richard Coke (D)         |
| Samuel B. Maxey (D)          | 49 (1883-1885)               | Richard Coke (D)         |
| John Henninger Reagan (D)    | 50 (1887-1889)               | Richard Coke (D)         |
| John Henninger Reagan (D)    | 51 (1889-1891)               | Richard Coke (D)         |
| John Henninger Reagan (D)    | 52 (1891-1893)               | Richard Coke (D)         |
| Horace Chilton (D)           |                              | Richard Coke (D)         |
| Roger Q. Mills (D)           |                              | Richard Coke (D)         |
| 53 (1893-1895)               |                              | Richard Coke (D)         |
| 54 (1895-1897)               | Horace Chilton (D)           |                          |
| 55 (1897-1899)               | Horace Chilton (D)           |                          |
| Charles Allen Culberson (D)  | Horace Chilton (D)           | 56 (1899-1901)           |
| Charles Allen Culberson (D)  | 57 (1901-1903)               | Joseph Weldon Bailey (D) |
| Charles Allen Culberson (D)  | 58 (1903-1905)               | Joseph Weldon Bailey (D) |
| Charles Allen Culberson (D)  | 59 (1905-1907)               | Joseph Weldon Bailey (D) |
| Charles Allen Culberson (D)  | 60 (1907-1909)               | Joseph Weldon Bailey (D) |
| Charles Allen Culberson (D)  | 61 (1909-1911)               | Joseph Weldon Bailey (D) |
| Charles Allen Culberson (D)  | 62 (1911-1913)               | Joseph Weldon Bailey (D) |
| Charles Allen Culberson (D)  | Rienzi Melville Johnston (D) |                          |
| Charles Allen Culberson (D)  | Morris Sheppard (D)          |                          |
| Charles Allen Culberson (D)  | 63 (1913-1915)               |                          |
| Charles Allen Culberson (D)  | 64 (1915-1917)               |                          |
| Charles Allen Culberson (D)  | 65 (1917-1919)               |                          |
| Charles Allen Culberson (D)  | 66 (1919-1921)               |                          |
| Charles Allen Culberson (D)  | 67 (1921-1923)               |                          |
| Earle B. Mayfield (D)        | 68 (1923-1925)               |                          |
| Earle B. Mayfield (D)        | 69 (1925-1927)               |                          |
| Earle B. Mayfield (D)        | 70 (1927-1929)               |                          |
| Tom Connally (D)             | 71 (1929-1931)               |                          |
| Tom Connally (D)             | 72 (1931-1933)               |                          |
| Tom Connally (D)             | 73 (1933-1935)               |                          |
| Tom Connally (D)             | 74 (1935-1937)               |                          |
| Tom Connally (D)             | 75 (1937-1939)               |                          |
| Tom Connally (D)             | 76 (1939-1941)               |                          |
| Tom Connally (D)             | 77 (1941-1943)               |                          |
| Tom Connally (D)             | Andrew Jackson Houston (D)   |                          |
| Tom Connally (D)             | W. Lee O'Daniel (D)          |                          |
| Tom Connally (D)             | 78 (1943-1945)               |                          |
| Tom Connally (D)             | 79 (1945-1947)               |                          |
| Tom Connally (D)             | 80 (1947-1949)               |                          |
| Tom Connally (D)             | 81 (1949-1951)               | Lyndon B. Johnson (D)    |
| Tom Connally (D)             | 82 (1951-1953)               | Lyndon B. Johnson (D)    |
| Price Daniel (D)             | 83 (1953-1955)               | Lyndon B. Johnson (D)    |
| Price Daniel (D)             | 84 (1955-1957)               | Lyndon B. Johnson (D)    |
| Price Daniel (D)             | 85 (1957-1959)               | Lyndon B. Johnson (D)    |
| William A. Blakley (D)       |                              | Lyndon B. Johnson (D)    |
| Ralph Yarborough (D)         |                              | Lyndon B. Johnson (D)    |
| 86 (1959-1961)               |                              | Lyndon B. Johnson (D)    |
| 87 (1961-1963)               | William A. Blakley (D)       |                          |
| 88 (1963-1965)               | John Tower (R)               |                          |
| 89 (1965-1967)               | John Tower (R)               |                          |
| 90 (1967-1969)               | John Tower (R)               |                          |
| 91 (1969-1971)               | John Tower (R)               |                          |
| Lloyd Bentsen (D)            | John Tower (R)               | 92 (1971-1973)           |
| Lloyd Bentsen (D)            | John Tower (R)               | 93 (1973-1975)           |
| Lloyd Bentsen (D)            | John Tower (R)               | 94 (1975-1977)           |
| Lloyd Bentsen (D)            | John Tower (R)               | 95 (1977-1979)           |
| Lloyd Bentsen (D)            | John Tower (R)               | 96 (1979-1981)           |
| Lloyd Bentsen (D)            | John Tower (R)               | 97 (1981-1983)           |
| Lloyd Bentsen (D)            | John Tower (R)               | 98 (1983-1985)           |
| Lloyd Bentsen (D)            | 99 (1985-1987)               | Phil Gramm (R)           |
| Lloyd Bentsen (D)            | 100 (1987-1989)              | Phil Gramm (R)           |
| Lloyd Bentsen (D)            | 101 (1989-1991)              | Phil Gramm (R)           |
| Lloyd Bentsen (D)            | 102 (1991-1993)              | Phil Gramm (R)           |
| Lloyd Bentsen (D)            | 103 (1993-1995)              | Phil Gramm (R)           |
| Bob Krueger (D)              |                              | Phil Gramm (R)           |
| Kay Bailey Hutchison (R)     |                              | Phil Gramm (R)           |
| 104 (1995-1997)              |                              | Phil Gramm (R)           |
| 105 (1997-1999)              |                              | Phil Gramm (R)           |
| 106 (1999-2001)              |                              | Phil Gramm (R)           |
| 107 (2001-2003)              |                              | Phil Gramm (R)           |
| John Cornyn (R)              |                              |                          |
| 108 (2003-2005)              |                              |                          |
| 109 (2005-2007)              |                              |                          |
| 110 (2007-2009)              |                              |                          |
| 111 (2009-2011)              |                              |                          |
| 112 (2011-2013)              |                              |                          |
| Ted Cruz (R)                 | 113 (2013-2015)              |                          |
| Ted Cruz (R)                 | 114 (2015-2017)              |                          |
| Ted Cruz (R)                 | 115 (2017-2019)              |                          |
| Ted Cruz (R)                 | 116 (2019-2021)              |                          |
| Ted Cruz (R)                 | 117 (2021-2023)              |                          |
| Ted Cruz (R)                 | 118 (2023-2025)              |                          |
| Ted Cruz (R)                 | 119 (2023-2025)              |                          |